# Choultes
Pour plus de détails, voir Fiche technique et Distribution.
Choultes (en russe : Шультес) est un film d' art et d'essai produit par la société russe de cinéma CTB et réalisé par le cinéaste débutant Bakour Bakouradzé, lauréat du grand prix Kinotavr et du grand prix du Festival international du film de Kiev Molodist (2008).

## Synopsis
Alexeï est un homme de trente ans, sans grands moyens financiers. Il vit à Moscou à proximité des stations de métro Tchertanovskaïa et Ioujnaïa. Le matin il fait du jogging, s'occupe de sa mère malade, regarde la télévision, se rend chez son frère qui fait son service militaire et lui refile de l'argent. Petit à petit le spectateur comprend que c'est un pickpocket. La plupart du temps il se tait ou quand il parle, prononce quelques phrases indistinctes. Il répond presque toujours, «oui, normal !». Un jour il fait la connaissance d'un gamin qui est voleur aussi: Kostik. Cela lui permet de  voler plus facilement. Par exemple pour voler les clés dans les poches de voitures de standing, Kostik avec sa petite taille passe partout.
Quand la mère d'Alexeï meurt, il va lui choisir un cercueil et il est seul lors de la crémation. Dans le métro, avec Kostik, ils volent une fille qu'ils retrouvent par hasard un peu après aux soins intensif à la clinique. On peut supposer qu'elle va mourir. Il retrouve ses papiers et ses clés d'appartement qu'il avait déjà jeté et  cherche et trouve son appartement. Une fois entré dans cet appartement, il regarde longtemps sur sa caméra une longue déclaration d'amour qu'elle destinait à son ami. Le soir, après que l'entreprise  de pompes funèbres lui ait apporté les cendres de sa mère dans un vase, il le dépose dans une armoire à côté de nombreuses coupes qu'il a gagné lors de compétitions sportives. Il se rend à une visite médicale chez son psychiatre et y parle de l'accident de voiture qu'il a subi deux ans auparavant, du traumatisme crânien qui s'est ensuivi. Il souffre d'amnésie et croit qu'il a été attaqué par trois inconnus dans le noir. Alexeï et Kostik préparent leur coup suivant dans un café. Pendant que Kostik distrait trois hommes  à une table, Alexeï vole les clés de voiture de l'un d'eux. L'affaire échoue et Alexeï se fait rattraper et tabasser sans fin par les trois hommes sur le trottoir, dans la rue, dans le noir.

## Critique
Les critiques remarquent que le réalisateur ne reprend dans sa description, ni le fond de la ville ni ses éclats de néon. Il prend un niveau moyen d'existence, en montrant la vie de millions de gens dans ce qu'elle a de quotidien: entrées  typiques, magasins, appartements. C'est comme cela qu'il se trouve un héros : un personnage qui fusionne avec le paysage pour passer inaperçu, mais qui ne se dissout pas dans celui-ci, vu son activité particulière . Tout cela dans la Moscou actuelle, aux boutiques sordides et aux entrées de maisons habituelles et sales .
Le tempo du film est lent, le ton est sans émotion, raide et un peu détaché, le héros est de type passe-partout . Le montage est simple et sans recherches apparentes, les scènes sont souvent présentées avec caméra statique, sans excitation inutile. La musique n'est présente que si elle provient du cadre. Les dialogues disparaissent pour laisser place à de longs moments de silence .
Le président du jury de Kinotavr, Pavel Tchoukhraï, justifie la décision du jury comme suit:« Choultes est un film très profond, très professionnel. Les pauses que Bakour Bakouradzé remplit avec ses images me rappellent Andreï Tarkovski ».

## Distribution
- Gela Tchitava : Choultes
- Rouslan Grebenkine : Kostik
- Lioubov Fircova : mère de Choultes

## Fiche technique
- Réalisateur, scénariste : Bakour Bakouradzé
- Producteurs : Sergueï Selianov, Ioulia Michkinene
- Opérateurs : Marina Gornostaeva, Nikolaï Vavilov